# رواتب، قنا
رواتب (به عربی: الرواتب)، روستایی از توابع شهرستان ابو تشت در استان قنا و کشور مصر است.

## جمعیت
براساس سرشماری سال ۲۰۰۶ مصر، جمعیت آن ۹۸۰۶ نفر(۴۷۷۲ مرد و ۵۰۳۴ زن) بوده‌است.